# Rachel Bodley
Rachel Bodley (7 de diciembre de 1831 - 15 de junio de 1888) fue una profesora, botánica y líder universitaria estadounidense. 
Es conocida por su mandato como decana en el Colegio Médico de Pensilvania entre 1874 y 1888. Colaboró con la fundación de la Sociedad Estadounidense de Química en la ciudad de Nueva York.
La principal colaboración a la botánica fue el Catalogue of Plants Contained in Herbarium of Joseph Clark, un reporte de un herbario que ella personalmente organizó y catalogó.
También escribió The Collegue Story, donde compiló la primera encuesta sobre las vidas y las carreras exitosas de las estudiantes de medicina después de graduarse de la facultad.
Además fue profesora en varias materias, principalmente química y medicina, esta última tratando de desarrollar un método de estudio más centrado en la misma. Recibió numerosos honores y mantuvo membresía en muchas sociedades profesionales durante su carrera.